# Gustav Lochs
Gustav Emil Maria Johannes Lochs (* 2. Februar 1907 in St. Johann in Tirol; † 11. Dezember 1988) war ein österreichischer Mathematiker.
Lochs studierte ab 1925 Mathematik an der Universität Innsbruck, an der er bei Konrad Zindler 1928 promoviert wurde (Über die Affinnormalen der Bahnkurven einer ebenen Bewegung). Danach war er als Assistent an der Sternwarte der Universität Innsbruck und von 1931 bis 1933 an der Universität Hamburg tätig. Von 1934 bis 1945 war er Betriebssekretär in der Textilindustrie in Kennelbach (Vorarlberg). 1945 war er wieder Assistent an der Universität Innsbruck, 1949 Privatdozent und 1954 außerordentlicher Titularprofessor. 1957/58 war er Associate Professor am Oregon State College in Corvallis. Nach einer Vertretungsprofessur in Münster (1960) wurde er 1961 außerordentlicher Professor in Innsbruck. 1965 wurde er ordentlicher Professor und 1977 emeritiert.
1964 veröffentlichte er den Satz von Lochs.
Zu seinen Doktoranden gehören die Professoren Klaus Leeb und Peter Weiss.
1951 gab er die von ihm überarbeiteten Vorlesungen über Differential- und Integralrechnung von Leopold Vietoris heraus (Innsbruck, Universitäts-Verlag Wagner).